# Kim cương và tiếng ếch ộp

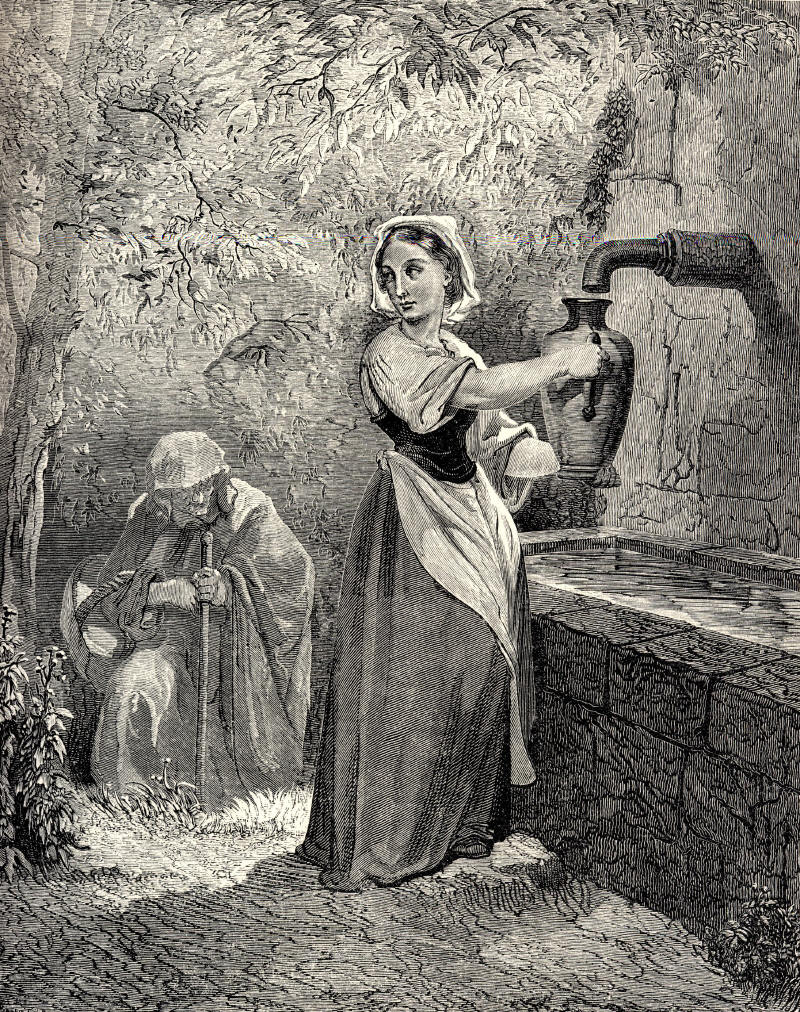
Minh họa bởi Gustave Doré.

Kim cương và tiếng ếch ộp (tên tiếng Anh là Diamonds and Toads) là một truyện cổ tích của Pháp được sáng tác bởi Charles Perrault và được đặt tên là "Les Fées" hoặc "The Fairies". Andrew Lang đã đưa nó vào Sách - truyện cổ tích màu lục. Nó được minh họa bởi Laura Valentine trong Vườn ươm yêu thích của dì Louisa.
Truyện cổ tích này đã trở nên phổ biến trong giới trẻ Việt Nam khi một bản dịch tiếng Việt của bộ phim hoạt hình về truyện cổ tích này bỗng dưng trở thành một video lan truyền nhanh vào cuối năm 2019.

## Tóm tắt
Câu chuyện kể về một bà goá phụ già có 2 cô con gái, một cô là con ruột còn một cô được người chồng nhặt nuôi về. Sau khi người chồng chết, bà goá phụ và cô em gái ra sức bắt nạt Fiona. Một hôm, Fiona ra giếng lấy nước và được một bà tiên giúp đỡ, cho cô nhiều kim cương. Cô em thấy vậy nghe theo lời bà goá phụ ra giếng lấy nước nhưng lại gặp phải một bà lão ăn xin, vì sự độc ác mà cô em đã bị bà tiên lấy đi giọng nói, chỉ có thể vang lên tiếng ếch ộp. Một ngày nọ hoàng tử nghe thấy giọng của Fiona nhưng lại gặp em gái. Vì tiếng ếch ộp mà cô gái đã bị hoàng tử phạt. Fiona đã cứu sống em gái và sống hạnh phúc với hoàng tử về sau.

## Trào lưu trên mạng xã hội Việt Nam
Cuối năm 2019, từ một bản dịch tiếng Việt của bộ phim hoạt hình mô phỏng theo câu chuyện cổ tích này đã trở thành video lan truyền nhanh trên mạng xã hội Việt. Câu hát phiên dịch của Fiona trong video trở thành trào lưu phổ biến rộng rãi trong giới trẻ:
| “ | Ôi hoàng tử, hãy tha thứ cho người em gái bị trúng lời nguyền. Chính là thiếp đã hát bài đó. Em gái đã nhận lấy hậu quả rồi, xin đừng làm mọi việc tồi hơn. | ” |

Các từ ngữ "ôi hoàng tử", "trúng lời nguyền" cũng trở thành những từ ghép vào câu được chế lại và yêu thích rộng rãi. Câu hát này đã xuất hiện trong một số đề thi, kiểm tra.

## Hình ảnh

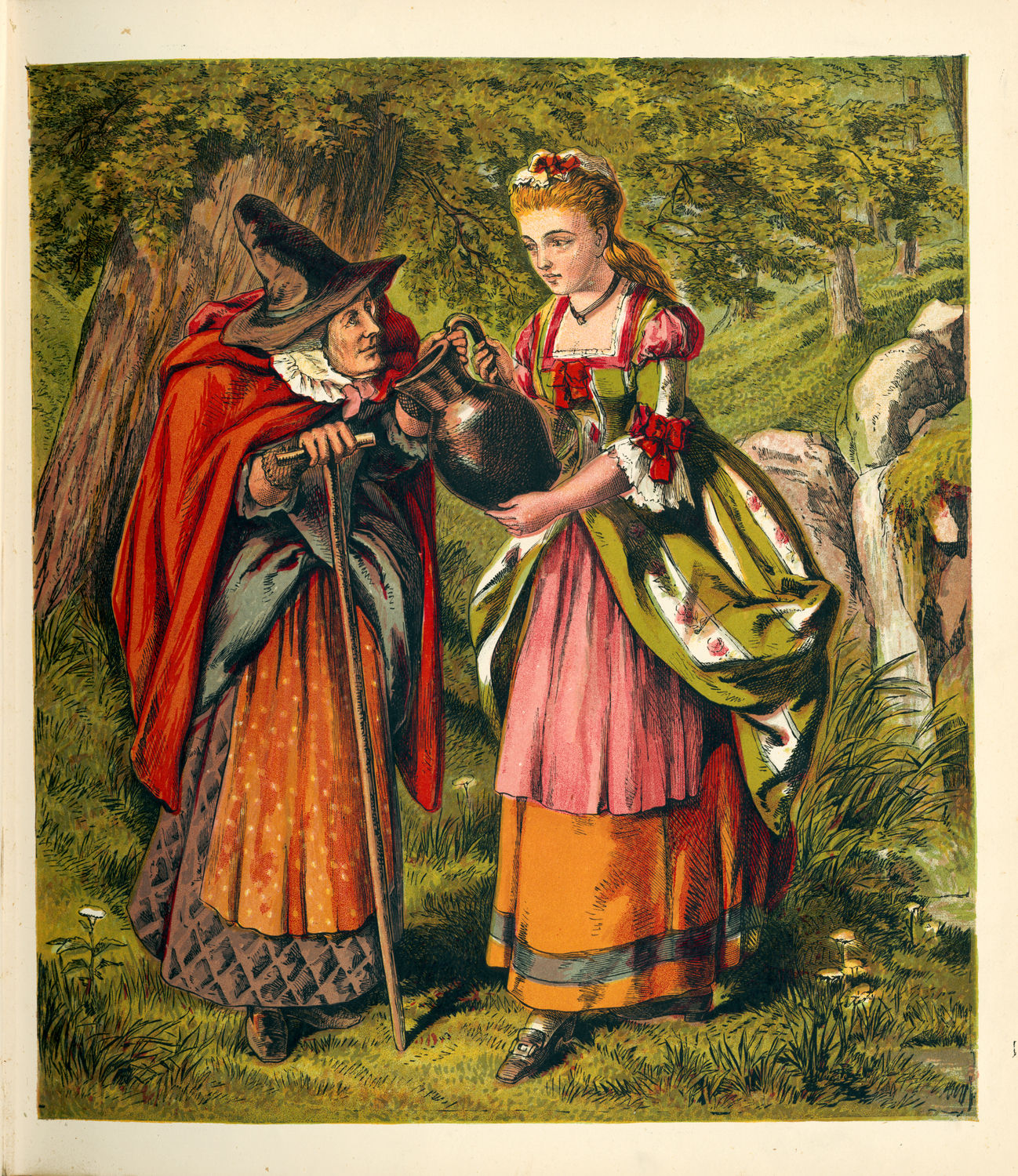
Rose, trẻ hơn và cổ tích.
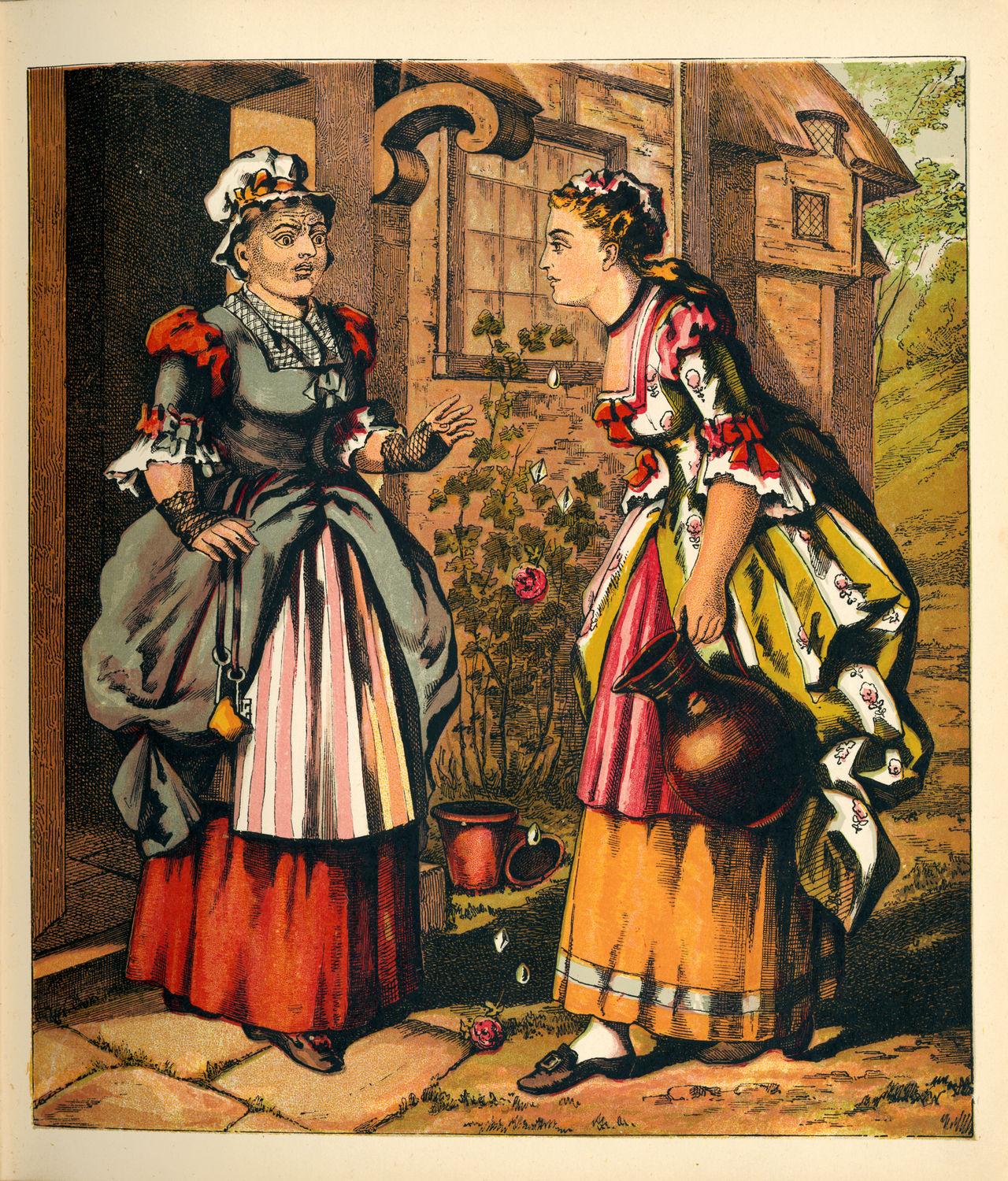
Hoa hồng và mẹ: món quà.
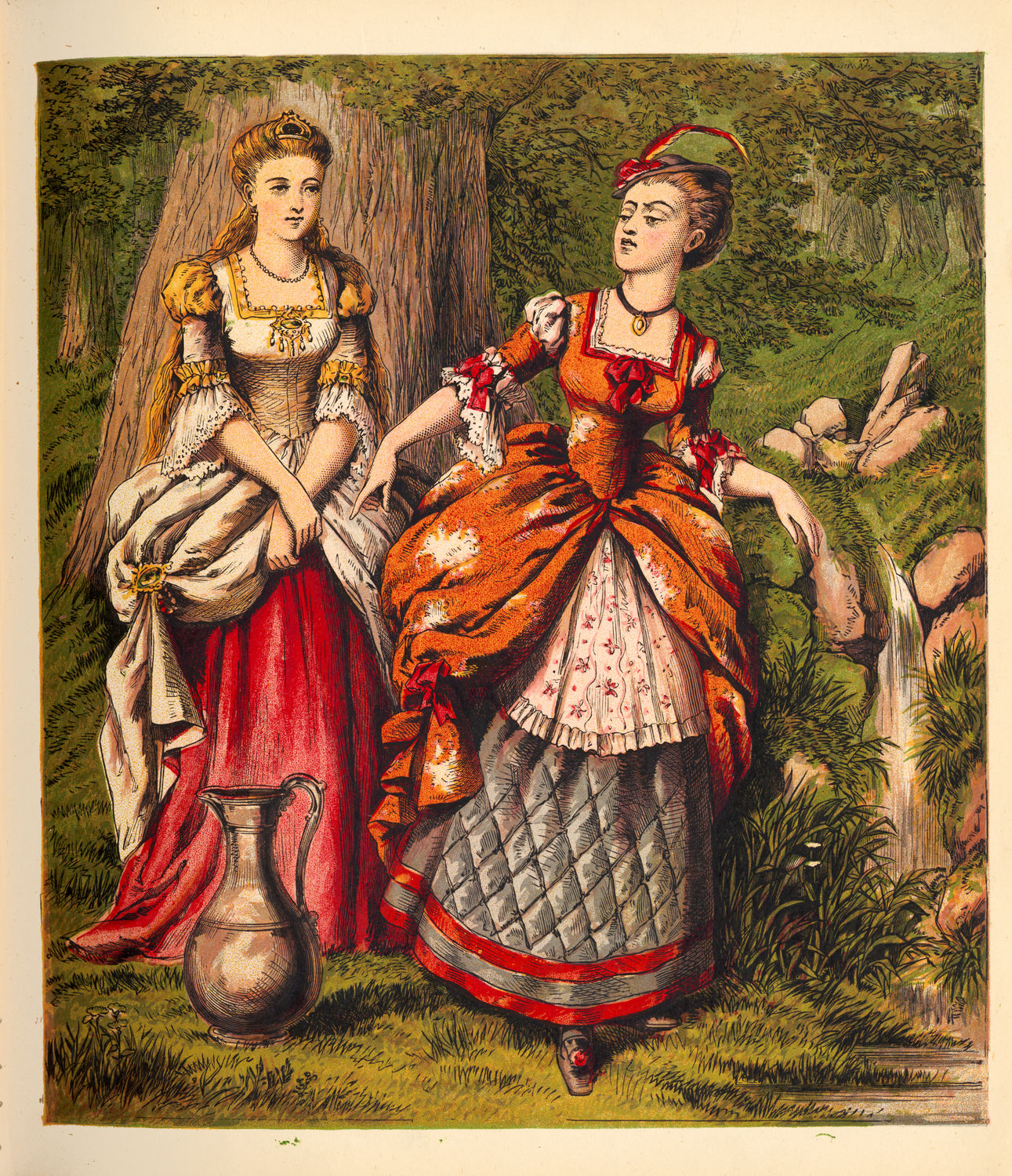
Fanny, người lớn tuổi và bà tiên.
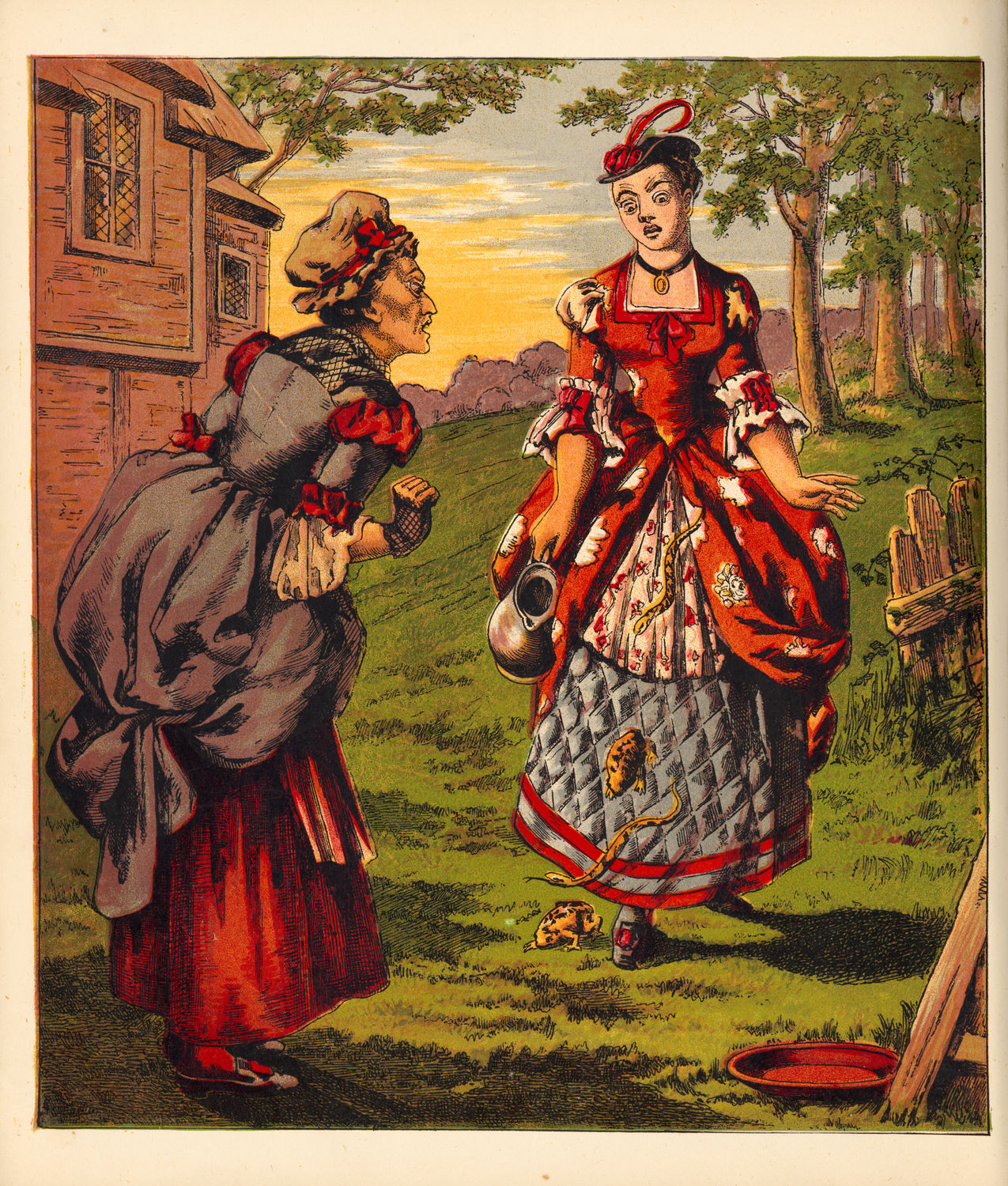
Fanny và mẹ cô: lời nguyền.
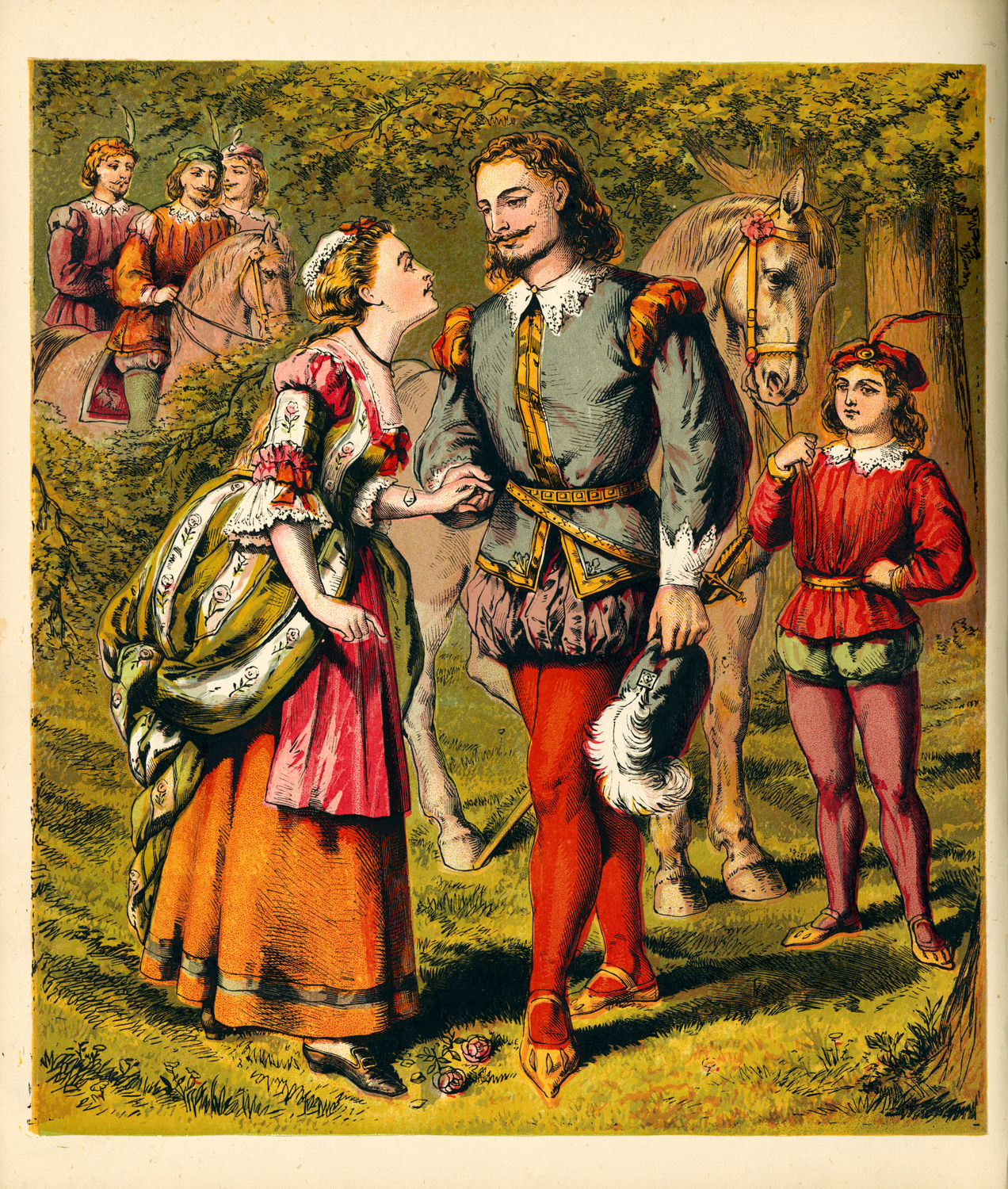
Hoa hồng trong rừng với hoàng tử.
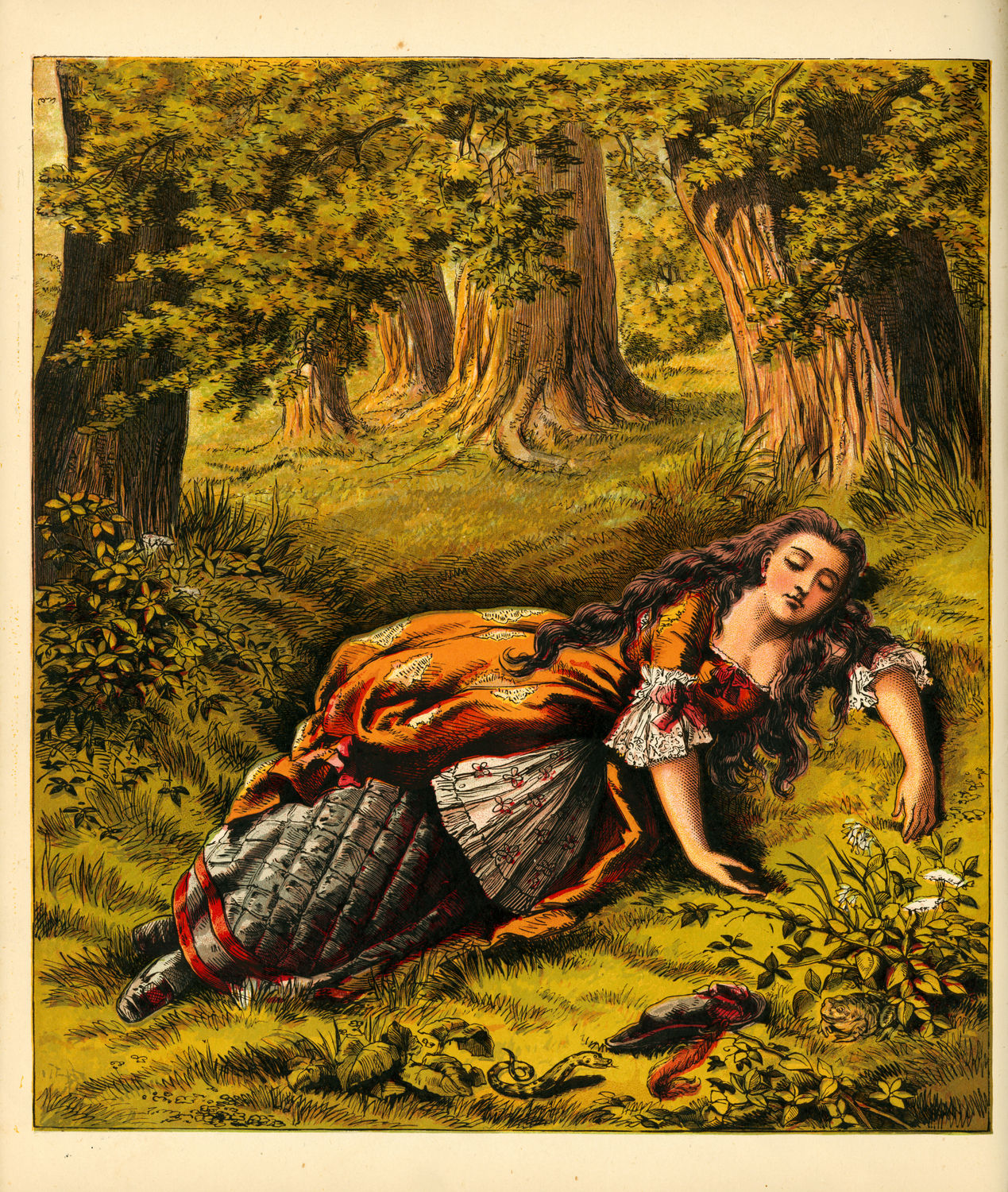
Fanny một mình trong gỗ.